# Apostolische Präfektur Qiqihar
Die Apostolische Präfektur Qiqihar (lat.: Apostolica Praefectura Tsitsiharensis) ist eine in der Volksrepublik China gelegene römisch-katholische Apostolische Präfektur mit Sitz in Qiqihar.

## Geschichte
Die Apostolische Präfektur Qiqihar wurde am 9. Juli 1928 durch Papst Pius XI. mit der Apostolischen Konstitution Ea quae aus Gebietsabtretungen des Apostolischen Vikariates Jilin als Mission sui juris Qiqihar errichtet. Die Mission sui juris Qiqihar wurde am 17. August 1931 durch Pius XI. zur Apostolischen Präfektur erhoben.

## Ordinarien

### Superiore von Qiqihar
- Eugène-Jean Imhof, 1929–1931

### Apostolische Präfekten von Qiqihar
- Eugène-Jean Imhof, 1931–1934
- Paul Hugentobler SMB, 1934–1972
- Sedisvakanz, seit 1972